# Notodonta uniformis
Notodonta uniformis är en fjärilsart som beskrevs av Charles Oberthür 1911. Notodonta uniformis ingår i släktet Notodonta och familjen tandspinnare. Inga underarter finns listade i Catalogue of Life.